# Leptotyphlops munoai
Leptotyphlops munoai este o specie de șerpi din genul Leptotyphlops, familia Leptotyphlopidae, descrisă de Orejas-miranda 1961. Conform Catalogue of Life specia Leptotyphlops munoai nu are subspecii cunoscute.